# Pesau
Pesau, auch Peschau, war ein Gewichtsmaß in Frankreich, besonders in Südfrankreich.
Das Maß war ein sogenanntes Kastanienmaß, denn es galt im Handel mit den Kastanien (Maronen).
- 1 Pesau = 1 Scheffel (sächsische)[1] (um 75 Kilogramm)
- 1 Pesau = 125  bis 130 Pfund (franz.)[2]